# Сидоров Віктор Павлович
Віктор Павлович Сидоров (24 липня 1937, Муром — 15 вересня 2015, Київ) — радянський і український військовий діяч та педагог, генерал-майор, начальник Київського вищого загальновійськового командного двічі червонопрапорного училища імені М. В. Фрунзе (1981-1982). Начальник Київського суворовського військового училища (1985–1993).

## Біографія
Народився 24 липня 1937 року в місті Муромі Володимирської області. У 1958 році закінчив Алма-Атинське повітряно-десантне училище.
З 11.27.1958 по 26.11.1962 рр. — службу проходив у 108 парашутно-десантному полку 7 повітряно-десантної дивізії командиром стрілецького взводу.
З 26.11.1962 по 03.07.1963 рр. — служив інструктором парашутної підготовки — заступником командира стрілецької роти.
З 1960 по 1965 рр. — навчався в Литовському державному інституті фізичної культури і спорту.
З 03.07.1963 по 01.29.1966 рр. — службу проходив в 44 навчальної повітряно-десантної дивізії начальником фізичної підготовки та спорту 300 навчального батальйону зв'язку.
З 29.01.1966 по 31.08.1967 рр. — командир стрілецької роти 285 парашутно-десантного полку.
З 1967 по 1970 рр. — слухач основного курсу Військової академії імені М. В. Фрунзе.
З 1970 року командир батальйону в 357 гвардійському парашутно-десантному полку 103 гвардійської повітряно-десантної дивізії.
Після служби в повітряно-десантних військах направлений для подальшого проходження служби на посаду старшого викладача тактики, старшого викладача парашутно-десантної підготовки кафедри тактики та загальновійськових дисциплін Новосибірського вищого військово-політичного загальновійськового училища.
З 09.12.1973 року — начальник штабу — заступник командира 613 мотострілецького полку 13 мотострілецької дивізії Сибірського військового округу.
З 11.19.1973 по 23.10.1975 рр. — підполковник, командир 620 мотострілецького полку 13 мотострілецької дивізії Сибірського військового округу
З 23.10.1975 по 18.09.1977 рр. — проходив службу на посаді начальника штабу — заступника командира 56 навчальної мотострілецької дивізії Сибірського військового округу.
З 18.09.1977 по 27.03.1981 рр. — полковник, командир 34 мотострілецької дивізії Уральського військового округу.
Постановою Ради Міністрів СРСР № 956 від 25.10.1979 полковнику Сидорову В. П. присвоєно військове звання «Генерал-майор».
З 27.03.1981 по 03.09.1982 рр. — начальник Київського вищого загальновійськового командного двічі червонопрапорного училища імені М. В. Фрунзе.
З 09.03.1982 по 06.03.1983 рр. — начальник Ленінградського військового інституту фізичної культури.
З 06.03.1983 року — голова спортивного комітету Міністерства оборони СРСР.
З 26.09.1985 по 14.06.1993 рр. — генерал-майор, начальник Київського суворовського військового училища.
Наказом Міністра оборони України № 258 від 14.06.1993 року генерал-майор Сидоров В. П. звільнений у відставку через хворобу.
Учасник ліквідації наслідків Чорнобильської катастрофи.

## Нагороди та відзнаки
- Орден Червоної Зірки

## Автор публікацій
- Віктор Сидоров. «Сибирская язва»: забытая трагедия. — «Зеркало тижня. Україна» № 39 (02.11.2012).